# Vladislav Těšínský
Vladislav Těšínský (polsky Władysław cieszyński) (narozen mezi lety 1325/1331, zemřel v květnu 1355) – kníže těšínský.

## Život
Vladislav byl nejstarším synem knížete Kazimíra I. Těšínského a mazovské kněžny Eufemie. Přesné datum narození nebylo potvrzeno. Z listin vyplývá, že se narodil mezi roky 1325 a 1331.
Patřil mezi těšínská knížata, kteří na doporučení svého otce svou kariéru spojili (v dobrém i zlém) se silnějším panovníkem. V případě těšínských knížat (stejně jako i u ostatních slezských knížat, to bylo spojeno s lenním holdem), v prvopočátku s Přemyslovci, později s Lucemburky.
O spojenectví Vladislava s českým králem Karlem IV. svědčí itinerář knížete, který od roku 1347 až do své smrti, byl přítomen na všech důležitých událostech, jednáních, které byly spojeny s Karlem IV.
Již dříve, v roce 1345, ve věku dvaceti let, používá titul dvorní soudce.
Když v 10. listopadu 1354 Karel IV. pozval své vazaly na výpravu do Říma, kam si jel pro císařskou korunu, Vladislav byl v kruhu jeho nejbližších.
Na listinách, které vydával český král, byl často zmiňován jako svědek. Vladislav byl rovněž přítomen při korunovaci Karla IV. 5. dubna 1355 v Říme.

## Smrt
Poslední zápis, resp. zmínka o Vladislavovi, byla v listině ze dne 15. května 1355. Krátce poté kníže pravděpodobně zemřel. Jako místo úmrtí se uvádělo město Pisa. O smrti knížete se detailněji rozepsal italský kronikář Matteo Villani (jeho bratr byl Giovanni Villani). Ten v uváděl, že: „Kníže odjel v přítomnosti jistého českého velmože (polsky możnowładca) Čeňka a jiných urozených pánů do Florencie, kde je jako vyslance císaře přijali se všemi poctami. V průběhu hostiny měl kníže sníst úhoře, z kterého těžce onemocněl a krátce po návratu do Pisy zemřel. Smrt Vladislava, králova oblíbence, krále Karla IV. velice zasáhla. Spěšně se vydal do Itálie, a to i přesto, že se v Pise tou dobou rozhořely proti císařské nálady. Král, který nechtěl způsobil krveprolití (ale i tak k tomu došlo), neměl jinou možnost než jet.“
Vladislav se na knížecím dvoře v Těšíne zdržoval velmi málo. Nevrátil se tam ani posmrtně. Byl pochován v Pise, v jedné z místních katedrál, kde ještě v 15. století bylo možno vidět pěkně vyhotovený náhrobek.

## Historické pochybnosti
Historici se přou o příčinu smrti, resp. zda to byla jen nešťastná náhoda, nebo předem připravený čin. V kontextu zápisů kronikáře Mattea Villaniho jde odvodit, že šlo o jasnou příčinu smrti. Nejpravděpodobněji šlo o otravu, kterou nezapříčinili hostitelé záměrně. Přesto by se k záměrné otravě našlo několik důvodů, jako jeden z hlavních by mohl být ten, že smrt knížete urychlila odjezd neoblíbeného Karla IV. (jako každého císaře) do Itálie. Smrt mohla být pro Karla IV. varováním, že by jej mohl potkat podobný osud.
Existuje ještě jedna verze pro jeho smrt. Měl zemřít v průběhu nepokojů V Pise, které byly zaměřeny proti císaři, když Karlovi IV. s obětování svého života zachránil život. To je však pozdější verze, které neměla věrohodný základ ani zdroj, protože pokud by tomu tak bylo, císař by nechal převést Vladislavovy ostatky do Prahy, ev. Těšína.
V souvislosti se smrtí Vladislava v květnu roku 1355 s objevila spekulace, že zemřel později a to až 27. září 1355. Z toho dne byl dokument, který zmiňuje jistého těšínského knížete, který vystupuje s titulem dvorního soudce. Šlo však o jeho mladšího bratra Přemysla I. Nošáka, který po jeho smrti převzal jeho tituly a úřad.